# Ступино (муниципальное образование город Алексин)
Ступино — деревня в Тульской области России. С точки зрения административно-территориального устройства входит в Спас-Конинский сельский округ, Алексинский район. В плане местного самоуправления входит в состав муниципального образования город Алексин.

## Местная топонимика
Название деревни Ступино является широко распространённым в РФ. Вероятно оно связанно с исторически сложившимися на этой территории народными промыслами, связанными с деревообработкой и определённой специализацией в этой отрасли. Деревообделочный промысел возник в уезде с незапамятных времён и передавался по наследству. Известно например, что 60 % столярно-токарного производства второй группы в уезде (мебельщики, производители оконных рам, гребенщики, ящичники, прялочники) находилось в соседнем Спас-Конино.Согласно данным 1914 года в деревне Ступино существовал промысел производство упаковочных ящиков.
Топонимика местных географических названий сложилась исторически до середины XX века. Овраг, поросший лесом, называется Верхом. Непосредственно в зоне деревни располагается Середний Верх. К деревне через поле примыкают Завин Верх и Жихов Верх(название отмечено уже на карте межевания земель местных помещиков XVIII века). Ряд берёз на выезде из деревни на ближайшей дороге к Спас-Конино жители называют Цыганский Березник. В старые времена здесь, на краю деревни останавливались лагерем проезжие цыгане. Бывшие пруды, ныне превратившиеся в болота, назывались по прозвищу человека — инициатора их создания и живущего по соседству. Это Чапаев пруд и Буржуев пруд. Лесной массив за Чапаевым прудом называется Березняк. Леса в радиусе 2-5 километров и некоторые овраги также имеют названия, например, Ваничкина Вершина. Старожилы рассказывали, что в этой вершине повесился некий Ваня. Леса в округе называются: Высокий, Толстый, Кукольная Гора, Спаский лес, Мелечкино, Посадка, Роща.

## География
Деревня находится в северо-западной части Тульской области, в пределах северо-восточного склона Среднерусской возвышенности, в подзоне широколиственных лесов, восточнее деревни Болото и северо-западнее села Белолипки. В соответствии со списками городов и селений Тульской губернии 1857 года деревня Ступино находится при колодцах.

## Климат
Климат характеризуется как умеренно континентальный, с ярко выраженными сезонами года. Средняя температура воздуха летнего периода — 16 — 20 °C (абсолютный максимум — 38 °С); зимнего периода — −5 — −12 °C (абсолютный минимум — −46 °С). Снежный покров держится в среднем 130—145 дней в году. Среднегодовое количество осадков — 650—730 мм.

## Растительный мир
Деревня находится в зоне широколиственных лесов. Повсеместно встречаются: дуб, липа, клён, ясень, осина, берёза, ива козья, черёмуха, лоза, вяз шершавый, рябина, крушина, ольха чёрная, яблоня, груша. Среди подлеска произрастают кустарники лещина, калина, малина, шиповник, бересклет европейский, жимолость. Издалека высятся посаженные жителями ели. Распространяются опасные инвазионные виды растений: борщевик Сосновского и золотарник канадский.

## Животный мир
Животный мир окрестностей богат разнообразием видов животных. Связано это с сочетанием на небольшой местности разнообразных биоценозов: леса, луга, сада, опушки, ручьёв и прудов, поля. Среди средних и мелких млекопитающих отмечены: косуля, заяц русак, лиса, хорёк, куница, ласка, бобр, водяная полёвка, серая крыса, еж обыкновенный, белка, соня, рукокрылые, многочисленны мелкие грызуны и кроты. Ранее встречались ондатра и барсук. С лесных массивов могут заходить лось и кабан.
Птицы более многочисленны. Из хищных птиц в деревне и окрестностях стабильна популяция серой неясыти и пустельги. Регулярно залетают обыкновенные канюки, чёрные коршуны, полевые луни, ястребы тетеревятники и перепелятники. Замечен воробьиный сыч, ушастая сова. Обычны представители врановых сороки, серые вороны, сойки, вороны. Встречаются 4 вида дятлов: большой пёстрый, зелёный, седой, чёрный желна. Стабильно присутствие соловья, зеленушки, дубоноса, коноплянок, пеночки теньковки, пеночки веснички, пеночки трещотки, обыкновенного сверчка, зелёных пересмешек, овсянки обыкновенной, зябликов, мухоловок пеструшек, мухоловок серых, трясогузок обыкновенных, камышёвок, лугового чекана, полевого воробья, больших синиц, щеглов, стрижей, деревенских ласточек, зарянок, садовой и черноголовой славки, чечевицы, иволги, голубя вяхиря, серых куропаток, скворцов, поползней, жаворонков полевых, лесного конька, дрозда рябинника. Реже можно заметить сорокопута жулана, тетерева, синиц московок, буроголовых гаечек, синиц пухляков, пищух, вертишейку, чибиса, дрозда певчего, дрозда чёрного, дрозда белобровика, перепела, коростеля, удода. Залетают на кормление утки кряквы, серые цапли, белые аисты, щурки. Зимой появляются свиристели, снегири, канюки зимняки.
Из рептилий встречаются живородящая и зелёные ящерицы, веретеница, уж обыкновенный. Из земноводных встречаются прудовые и озёрные лягушки, травяная лягушка, серая жаба, тритон обыкновенный.
Из крупных насекомых многочисленны популяции майского жука, садовой жужелицы. Обычны жуки дровосеки кожевники, жуки носороги, певчие и пёстрые кузнечики. Из более редких насекомых встречаются зелёные кузнечики, бабочки махаоны, бабочки бражники винные и молочайные, бабочки языканы, малый ночной павлиний глаз, полевой сверчок.

## История
Исторически в XII—XIV веках территория данной местности входила в состав Черниговского княжества, после его распада в Тарусское княжество, затем в XIV веке стало территорией самостоятельного Конинского удельного княжества, и в середине XV века вошла в Московское княжество. Местность находилась на границе Дикого Поля, откуда регулярно происходили опустошительные набеги татар. В итоге Конин был окончательно разорён (руины Конинского городища находятся в нескольких километрах, поблизости от деревни Колюпаново. С XVI века, когда границы пограничной степи стали отодвигаться к югу, население данной местности стало более активно развиваться.
По старому административному делению относилась к Широносовской волости Алексинского уезда. Была приписана к Воскресенской церкви в селе Богучарово. Там же находился погост.
К XVI—XVII веку сложилась устойчивая система поместного землевладения.
В разные периоды землями и крепостными крестьянами д. Ступино владели разные помещики. Во второй половине XVIII века это были совместные владения Агрофены Фёдоровны Киселевой и подполковников Петра Ильича и Фёдора Ильича Полибиных. В конце XVIII — начале XIX века совместно с Петром Ильичом Полибиным владельцем стала дочь Агрофены Фёдоровны Киселёвой, девица Татьяна Ивановна Киселёва, продавшая часть крестьян, титулярному советнику Пастухову Николаю Прокофьевичу. В первой половине XIX века владение деревней разделяли полковница Полибина Мария Петровна, вдова П. И. Полибина и полковник Сергей Дмитриевич Киселёв, получивший наследство от бездетной тётки Киселёвой Т. И. Киселёв Сергей Дмитриевич был известной личностью, близким приятелем А. С. Пушкина, с 1839 года московский вице-губернатор, похоронен с супругой на Ваганьковском кладбище в Москве. С середины XIX века (не позднее 1840 года) д. Ступино стал владеть Воронецкий Александр Иванович, сначала коллежский советник (1850), затем статский советник (1858 и позже). После его смерти в 1867 году землями стал владеть его сын подполковник Воронецкий Василий Александрович, после его смерти в 1887 году вдова Варвара Алексеевна Воронецкая. После реформы 1861 года крестьяне д. Ступино постепенно выкупали земельные наделы, становясь сначала временно-обязанными, затем крестьянами собственниками.
В 1886 году в д. Ступино отмечалась эпидемия сибирской язвы.
В начале XX века, после освобождения крестьян от крепостной зависимости и выкупа ими земельных наделов население деревни выросло, земли стало не хватать, и многие крестьяне уезжали на заработки в Тулу, Подольск, Серпухов и Москву.
В 1929 году некоторые крестьянские семьи д. Ступино стали переселенцами и на бывших барских землях основали д. Зелёный Дуб.
На фронтах ВОВ погибло 27 жителей д.Ступино. Их имена высечены на памятной доске в п.Спас-Конино на площади у Вечного Огня, установленной в 2025 году к 80-летию Великой Победы.
В 1970-х-80-х годах в деревне функционировала животноводческая ферма, часть животноводческого комплекса совхоза «Россия».
Школы в деревне не было. Дети жителей, проживающих в деревне, посещали школу в посёлке Спас-Конино.

## Население
| 2010 |
| ---- |
| 5    |

### Историческая численность населения
Согласно данным 1857 года в деревне Ступино проживало 146 жителей.
Согласно данным первой половины XIX века в д. Ступино числилось 16 дворов, 82 жителей мужского пола и 85 жителей женского пола.
В 1850 году в д. Ступино было 16 дворов, проживало 93 жителя мужского пола и 69 женского пола.
В 1858 году в д. Ступино было 15 дворов, проживало 85 жителя мужского пола и 75 женского пола.
Согласно данным 1859 года в деревне существовало 15 дворов, 171 житель (88 мужского пола и 83 женского пола).
Согласно данным переписи домохозяев 1910—1912 года в деревне Ступино существовало 56 домохозяев. Домохозяева составляли 13 фамилий: 9 Савостьяновых, 9 Хреновых, 7 Романовых, 6 Антоновых, 5 Быченковых, 3 Колестниковых, 3 Бодровых, 3 Рыбкиных, 3 Козловых, 3 Костюниных, 2 Фроловых, 1 Большаков.
Население на тот период доходило до 289 человек (138 мужского пола и 151 человек женского пола). Видимо в эти годы наблюдался пик населения д. Ступино. К 1920-м годам земельных наделов выросшему населению стало остро не хватать, это привело позднее к переселению части жителей на новые земли.
По данным переписи 1926 года в д. Ступино насчитывалось 58 крестьянских хозяйств и 270 жителей (101 мужского пола и 169 женского пола). Список населённых пунктов Тульской губернии по данным всесоюзной переписи населения 1926 г. / Тульский губернский статистический отдел. — Тула: Б. и., 1928. — С. 4. — 172 с.</ref>
После переселения части жителей на новые земли и основания ими д. Зелёный Дуб количество домохозяйств уменьшилось. Ко Второй мировой войне число дворов уменьшилось до 44. В последующие годы в связи с урабанизационными тенденциями количество жителей неуклонно снижалось.
В 1980-е годы в деревне существовало около 20 домохозяйств, и проживало примерно около 60 жителей. К 2020-м годам в деревне существовало около 20 земельных участков, из них только 3-е домохозяйств круглогодичного проживания.

### Национальный состав
Согласно результатам переписи 2002 года, в национальной структуре населения русские составляли 100 % из 11 чел..

## Инфраструктура
Личное подсобное хозяйство.
В советский период в деревне был один абонентский номер телефона. В 2010-е годы функционировала телефонная будка, впоследствии за невостребованностью была демонтирована.

## Транспорт
Просёлочные дороги. Выезд на автодорогу 70Н-002
В 2022 году самый сложный участок грунтовой дороги к деревне был отсыпан щебёнкой по программе Народного бюджета.
В 5 км находится ж/д платформа Рюриково (остановочный пункт).
Из п. Спас-Конино ходит автобус до г. Алексина.